# オックスフォード郡 (メイン州)
オックスフォード郡（英: Oxford County）は、アメリカ合衆国メイン州内に位置する郡である。人口は5万7777人（2020年）。郡庁所在地はパリスで、CDPのサウスパリスにある。

## 地理
アメリカ合衆国統計局によると、この郡は総面積5,634 km2 (2,175 mi2) である。このうち5,382 km2 (2,078 mi2) が陸地で252 km2 (97 mi2) が水地域である。総面積の4.47%が水地域となっている。

### 隣接する郡
- フランクリン郡 - 北東
- アンドロスコッギン郡 - 東
- カンバーランド郡 - 南東
- ヨーク郡 - 南
- ニューハンプシャー州キャロル郡 - 南西
- ニューハンプシャー州コーアス郡 - 西
- カナダ・ケベック州ル・グラニット郡- 北

## 人口動勢
2000年国勢調査で、この郡は人口54,755人、22,314世帯、及び15,173家族が暮らしている。人口密度は10/km2 (26/mi2) である。6/km2 (16/mi2) の平均的な密度に32,295軒の住宅が建っている。この都市の人種的な構成は白人98.25%、アフリカン・アメリカン0.17%、先住民0.28%、アジア0.37%、太平洋諸島系0.02%、その他の人種0.11%、及び混血0.80%である。ここの人口の0.53%はヒスパニックまたはラテン系である。
この郡内の住民は24.20%が18歳未満の未成年、18歳以上24歳以下が6.50%、25歳以上44歳以下が27.80%、45歳以上64歳以下が25.50%、及び65歳以上が16.10%にわたっている。中央値年齢は40歳である。女性100人ごとに対して男性は95.40人である。18歳以上の女性100人ごとに対して男性は93.70人である。
この郡内の世帯ごとの平均的な収入は33,435米ドルであり、家族ごとの平均的な収入は39,794米ドルである。男性は30,641米ドルに対して女性は21,233米ドルの平均的な収入がある。この郡の一人当たりの収入 (per capita income) は16,945米ドルである。人口の11.80%及び家族の8.30% は貧困線以下である。全人口のうち18歳未満の14.80%及び65歳以上の10.10%は貧困線以下の生活を送っている。

## 都市及び町
| - パリス（郡庁所在地） - Andover - Bethel - ブラウンフィールド (Brownfield) - バックフィールド (Buckfield) - バイロン (Byron) - カントン (Canton) - デンマーク (Denmark) - Dixfield - Fryeburg - Gilead - グリーンウッド (Greenwood) - ハノーバー (Hanover) - ハートフォード (Hartford) - Hebron - Hiram - Lincoln - Lovell - Magalloway | - メキシコ (Mexico) - Newry - ノルウェー (Norway) - Otisfield - オックスフォード (Oxford) - サウスパリス (South Paris) - ウエストパリス (West Paris) - ペルー (Peru) - ポーター (Porter) - Roxbury - ラムフォード (Rumford) - ストーナム (Stoneham) - Stow - Sumner - スウェーデン (Sweden) - Upton - ウォーターフォード (Waterford) - ウッドストック (Woodstock) |

## 領土
- サウスオックスフォード (South Oxford)
- ノースオックスフォード (North Oxford)
- ミルトン (Milton)